# Akt und Potenz
Die Begriffe Akt (lateinisch actus, altgriechisch ἐνέργεια energeia; weitgehend synonym ist entelecheia) und Potenz (lateinisch potentia, griechisch δύναμις, dynamis) sind im philosophischen Sprachgebrauch Gegenbegriffe. Akt (lat. actus = das Getriebenwerden) ist die scholastische Übersetzung des Begriffs energeia bei Aristoteles (um 384–322 v. Chr.). „Potenz“ bezeichnet die noch nicht realisierte Möglichkeit, zu der aber ein Vermögen (Fähigkeit) oder eine Disposition besteht. „Akt“ bezeichnet dagegen die Realisierung oder Verwirklichung dieser Möglichkeit.

## Aristoteles / antike Philosophie
Dieser Begriffsgebrauch geht auf die Naturphilosophie und Ontologie des Aristoteles zurück. Die spätere griechische und lateinische Philosophie hat sich dem weitgehend angeschlossen.
Für Aristoteles hat die Wirklichkeit eine ontologische Priorität vor der Möglichkeit. Eines der Argumente für diese Position ist, dass die Realisierung je bestimmter Veränderungen nicht erklärbar wäre, wenn nicht jeweils ein Prinzip vorausgesetzt wird, das diese Veränderung verursacht. Da eine unendliche Reihe von Aktualisierern außerdem undenkbar ist, nimmt Aristoteles als erstes Prinzip seiner Kosmologie einen unbewegten Beweger an – nicht etwa nur eine ungeformte Materie mit Potenz zur Veränderung. Dieses erste Prinzip bezeichnet er außerdem als nur auf sich selbst bezogenes Denken. Zugleich ist es mit der vollkommensten Art der Bewegung verbunden, der Kreisbewegung. Gott bzw. seine Vernunfttätigkeit ist „wirkliche Tätigkeit“.

## Aktive und passive Potenz
Es kann zwischen aktiver und passiver Potenz unterschieden werden. Die passive Potenz bedeutet die Empfangsmöglichkeit einem Akt gegenüber. Passive Potenz hat zum Beispiel ein Stück Lehm, das zu einer Vase geformt werden kann. Die aktive Potenz bedeutet das Vermögen, selbst einen Akt hervorzubringen. Aktive Potenz hat zum Beispiel ein Künstler, der aus einem Stück Lehm eine Vase oder einen Krug formen kann. Sowohl aktive wie passive Potenz betrifft die ontologisch sachhaltige Zuschreibung konkreter Vermögen und ist insofern mehr als logische Möglichkeit. Ein Sachverhalt ist nämlich schon dann logisch möglich, wenn sein Gegenteil nicht logisch notwendig ist; eine Potenz kommt einer Sache aber nur dann zu, wenn die aktuale Welt so eingerichtet ist, dass die Sache ein Vermögen zu einem entsprechenden Akt besitzt.

## Scholastik
In diesen Ausgangslagen hat der scholastische Begriff des Wesens Gottes als reiner Akt (actus purus) seinen Ursprung.

## Neuere Entwicklungen
Im Neuthomismus wurde die Akt- und Potenzlehre weiterentwickelt.
Im Rückgriff auf Aristoteles hat Wilhelm von Humboldt auch Sprache als energeia verstanden, also als wirkende Kraft statt als statisches System.
Auf die philosophische Bezeichnung des Akts gehen die Aktualitätstheorie und die Aktpsychologie zurück. Die ältere Vermögenspsychologie leitet sich ebenfalls von der scholastischen Tradition ab.